# Уишбоун Еш
Уишбоун Аш (на английски: Wishbone Ash) е британска рок-група, основна в Торки през 1969 г. и съществуваща и до днес. Музиката ѝ се причислява към стиловете рок, класически рок, прогресив рок и слоу рок. Характерно за групата е че те първи използват две солиращи китари.
Събират слава в началото и средата на 70-те. Едни от най-популярните им записи са Wishbone Ash (1970), Pilgrimage (1971), Argus (1972), There's the Rub (1974) и New England (1976).
Считани са за предци в хармоничния формат с две китари. Техните постижения помагат на Енди Пауъл и Тед Търнър да бъдат гласувани за „Двама от десетте най-влиятелни китаристи в историята на рока“ (списание Трафик от 1989 г.), както и в „20-те най-добри китаристи на всички времена“ (Ролинг Стоун). Мелъди Мейкър (1972) описват Пауъл и Търнър като „най-любопитния китарен екип от времето, когато Бек и Пейджъ озаряват Ярдбърдс“.
Сформирани са в Торкей, Девън, през 1969 г. Те възникват от пепелта, оставена от Емпти Весълс (някога познати като Торинос, по-късно, през 1969 г., Тенгълуд), които са сформирани от основателя на Уишбоун Еш, Мартин Търнър (бас китара и вокали) през 1963 г., и допълнен от Стив Ъптън (барабани и перкусии) през 1966 г. Първоначалият състав на Уишбън Еш е завършен с включването на китаристите-вокали Енди Пауъл и Тед Търнър. През 1974 г. Тед Търнър напуска групата, и той е заменен от Лори Уайзфийлд. Групата продължава да се радва на критически и търговски висини, до 1980 г.
След като завъртат състави с бивши членове на Кинг Кримсън – Джон Уитън, Трапез, и Юрая Хип, Уайзфийлд напуска през 1985 г. През 1987 г., първият състав се събира отново за няколко албума – Nouveau Calls, Here to Hear и Strange Affair, до 1990 г., когато Ъптън напуска групата. След като Мартин Търнър е заместен през 1991 г., групата записва The Ash Live in Chicago, като след това Тед Търнър напуска през 1993 г.

## История
Групата е сформирана през октомври 1969 г. от бас китариста Мартин Търнър и барабаниста Стив Ъптън. Когато първият китарист на Тенгълуд, Глен Търнър (брат на Мартин), напуска триото, той се връща в родните земи на Девън. Мениджърът Майлс Копланд – трети публикува обява за търсене на работа на китарист, а също и кийбордист. След продължително издирване на качествен китарист, групата се двоуми между два кандидата – а именно, Енди Пауъл и Тед Търнър (без връзка с Мартин). На тях им е предложено да опитат и двамата, „просто за да проверяват как ще звучат“. За разлика от двойно-водещия звук на Олмън Брадърс, Уишбоун Еш включват корави елементи от прогресив рока, както и фолка и класическата музика. След като членовете на групата написват варианти за име на състава, Мартин Търнър избира една дума от общо два списъка – едната е Уишбоун, другата – Еш.
В началото на 1970 година, пред групата се отваря възможност да открият за Дийп Пърпъл. Китаристът им, Ричи Блекмор, по-късно отправя препоръка към продуцента Дерек Лорънс, спомагайки за реализирането на звукозаписен договор с Дека/Ем-Си-Ей Рекърдс.
Групата издава дебютния си албум, озаглавен с името на групата – Wishbone Ash, – през декември 1970 г. След една година, през тях минава нов албум, наречен Pilgrimage. Връх в търговски аспект е Argus, от 1972 г., който заема най-челно място в Британските класации за албуми (номер три). Албумът е гласуван от аудиторията на Саундс като „най-добър рок албум на годината“, както и „топ британски албум“ (Мелъди Мейкър). Групата печели световна слава във връзка с концертните си изпълнения.
Бандата по това време е вече започнала да свири в големи зали, и то като хедлайнери. Wishbone Four (1973) е първият запис без продуцента Дерек Лорънс, тъй като групата решава да се самопродуцира. През 1973 г., групата издава двоен концертен албум, наречен Live Dates. Съществува и албум, наречен Wishbone Ash Live in Memphis, който е промоционален за радиостанции, но никога не е продаван от търговски вериги. Не след дълго, китаристът Тед Търнър излиза от бандата. Той е заменен от Лори Уайзфийлд, и групата се премества в САЩ, където записва There's the Rub (1974). Locked In (1976), продуциран от Том Дауд, е свидетелство за преминаването към софт рока, и групата започва да прави концерти с кийбордист.
Албумът от 1976 г., New England, бележи завръщането към традиционния стил на Уишбоун Еш. Front Page News (1977) е последният записан в Щатите албум от този период.
През 1978 г., след няколко години, изпълнени с експериментални албуми, групата решава да се завърне в корените си с No Smoke Without Fire. Това е първият албум, продуциран от Дерек Лорънс, след Argus (1972). Албумът се състои главно от песни, написани от Лори Уайзфийлд и Мартин Търнър. Групата прекарва шест месеца в направата на нов албум, Just Testing, който излиза през февруари 1980 г. Под натиска на Ем-Си-Ей за повече комерсиална музика, бандата преценява дали да не наеме фронтмен и да остави задълженията на Мартин Търнър в лоното на бас китарата. След 11 години, Мартин Търнър решава да се раздели с бандата.

## Дискография
1. Wishbone Ash (1970)
2. Pilgrimage (1971)
3. Argus (1972)
4. Wishbone Four (1973)
5. There's the Rub (1974)
6. Locked In (1976)
7. New England (1976)
8. Front Page News (1977)
9. No Smoke Without Fire (1978)
10. Just Testing (1980)
11. Number the Brave (1981)
12. Twin Barrels Burning (1982)
13. Raw to the Bone (1985)
14. Nouveau Calls (1987)
15. Here to Hear (1989)
16. Strange Affair (1991)
17. Illuminations (1996)
18. Trance Visionary (1997) (electronic re-recordings)
19. Psychic Terrorism (1998)
20. Bare Bones (1999) (acoustic re-recordings)
21. Bona Fide (2002)
22. Clan Destiny (2006)
23. Power of Eternity (2007)
24. Coat Of Arms (2020)

1. Wishbone Ash (1970) (Powell/M. Turner/T. Turner/Upton)
2. Pilgrimage (1971) (Powell/M. Turner/T. Turner/Upton)
3. Argus (1972) (Powell/M. Turner/T. Turner/Upton)
4. Wishbone Four (1973) (Powell/M. Turner/T. Turner/Upton)
5. Live Dates (1974) (Powell/M. Turner/T. Turner/Upton)
6. There's the Rub (1974) (Powell/M. Turner/Wisefield/Upton)
7. Locked In (1975) (Powell/M. Turner/Wisefield/Upton)
8. The King Will Come: Live(1976) (Powell/M. Turner/Wisefield/Upton)
9. New England (1976) (Powell/M. Turner/Wisefield/Upton)
10. Mother of Pearl: Live (1976) (Powell/M. Turner/Wisefield/Upton)
11. Front Page News (1977) (Powell/M. Turner/Wisefield/Upton)
12. No Smoke Without Fire (1978) (Powell/M. Turner/Wisefield/Upton)
13. Just Testing (1980) (Powell/M. Turner/Wisefield/Upton)
14. Live Dates II (1980) (Powell/M. Turner/Wisefield/Upton)
15. Number the Brave (1981) (Powell/Wetton/Wisefield/Upton)
16. Twin Barrels Burning (1982) (Powell/Bolder/Wisefield/Upton)
17. Raw to the Bone (1985) (Powell/Spence/Wisefield/Upton)
18. Nouveau Calls (1987) (Powell/M. Turner/T. Turner/Upton)
19. Here to Hear (1989) (Powell/M. Turner/T. Turner/Upton)
20. Strange Affair (1991) (Powell/M. Turner/T. Turner/Weston)
21. The Ash Live in Chicago (1992) (Powell/Pyle/T. Turner/Weston)
22. Live in Geneva (1995) (Powell/Kishman/Filgate/Sturgis)
23. Illuminations (1996) (Powell/Kishman/Filgate/Sturgis)
24. Trance Visionary (1997) (electronic dance album)
25. Psychich Terrorism (1998) (electronic dance album)
26. Bare Bones (1999) (Powell/Birch/Skeat/Weston)
27. Live Dates III (2000) (Powell/Birch/Skeat/Weston)
28. Bona Fide (2002) (Powell/Granfelt/Skeat/Weston)
29. Almighty Blues Live (2003) (Powell/Granfelt/Skeat/Weston)
30. Clan Destiny (2006) (Powell/Manninen/Skeat/Weston)
31. The Power of Eternity (2007) (Powell/Manninen/Skeat/Crabtree)
32. 40th Anniversary - Live in London (2009) (Powell/Manninen/Skeat/Crabtree)
33. Elegant Stealth (2011) (Powell/Manninen/Skeat/Crabtree)